# LOVE & SOUL
LOVE & SOUL（ラブ アンド ソウル）は、日本のJ-POPグループであるET-KINGのメジャー1枚目のアルバム。発売元は、ユニバーサルミュージック。

## 概要
- 初回生産限定盤はDVD付きである。
- DVDには麒麟淡麗＜生＞CM&メイキング映像が収録されている。
- ジャケット写真には2代目トヨタ・クラウンが写っている。

## 収録曲
- 全曲作詞：ET-KING

1. 愛しい人へ(4:54)
作曲：ET-KING/NAOKI-T
Produced by NAOKI-T
3rdシングル
2. Like A Wind(4:12)
作曲：ET-KING
Produced by ET-KING & DJ ARTS a.k.a ALL BACK
3. スーパーカー(3:23)
作曲：イトキン
Produced by イトキン
4. ドーナッツ(3:54)
作曲：イトキン
Produced by 谷口尚久
1stシングル
5. SUNSET(5:00)
作曲：evisbeats
Produced by evisbeats & イトキン
6. ホルモンSOUL(3:17)
作曲：イトキン
Produced by イトキン & DJ ARTS a.k.a ALL BACK
7. DANCE KING(3:17)
作曲：イトキン
Produced by DJ ARTS a.k.a ALL BACK & DJ MATCH
8. 纒(4:48)
作曲：ET-KING
Produced by DJ ARTS a.k.a ALL BACK
インディーズシングル
9. どまくれ酒(4:41)
作曲：イトキン
Produced by イトキン
10. Beautiful Life(5:37)
作曲：イトキン
Produced by NAOKI-T
2ndシングル
11. たいまつ(4:12)
作曲：イトキン/DJ BOOBY
Produced by DJ BOOBY & イトキン
12. 7ドアーズ・バス(4:12)
作曲：イトキン
Produced by SHANTY-NOB